# ترنسکارگا
ترنسکارگا (به انگلیسی: Transcarga) یک شرکت هواپیمایی با کد یاتا T7* است که در ۲۱ اکتبر ۱۹۹۸ میلادی تأسیس شده‌است. دفتر مرکزی ترنسکارگا در کاراکاس، ونزوئلا واقع شده‌است و قطب این شرکت هواپیمایی در فرودگاه بین‌المللی سیمون بولیوار قرار دارد و به ۱۸ مقصد، پرواز انجام می‌دهد.